# DW Stadium
Das DW Stadium (offiziell: The Brick Community Stadium) ist ein Fußballstadion, das sich im Robin Park Complex in Newtown, Wigan, Greater Manchester befindet. Es ist die Heimspielstätte des Fußballclubs Wigan Athletic sowie des Rugbyteams Wigan Warriors (Rugby Super League). Das Stadion war bis 2009 nach dem Sportartikelhersteller JJB Sports benannt und vom 1. August 2009 bis Mai 2024 nach DW Sports Fitness von David Whelan, dem beide Vereine gehören.

## Geschichte
Die moderne Sportarena wurde im August 1999 fertiggestellt und bei einem Freundschaftsspiel am 4. August zwischen Wigan Athletic und dem damals amtierenden Sieger der UEFA Champions League Manchester United offiziell von Alex Ferguson eröffnet.
Das erste Pflichtspiel wurde am 7. August 1999 ausgetragen, als die Latics ein Spiel der Second Division 1999/2000 gegen Scunthorpe United mit 3:0 gewannen, nach 102 Jahren endete damit die Ära des Springfield Park, in dem die Mannschaft (bis 1932 Wigan Borough) bis dato ihre Heimspiele ausgetragen hatte.
Der erste Auswärtssieg im neuen Stadion gelang ausgerechnet Wigan Athletic, das bei einem Spiel im FA Cup gegen Cambridge City formal den Auswärtsstatus innehatte, da das Stadion von Cambridge nicht für das Spiel geeignet war.
Die Wigan Warriors verloren ihr erstes Spiel im neuen Stadion am 19. September 1999 gegen die Castleford Tigers. 2001 ging kein Pflichtspiel der Wigan Warriors im Stadion verloren.
Seit dem 13. Mai 2024 trägt das Stadion den Namen The Brick Community Stadium, nach einer lokalen Wohltätigkeitsorganisation The Brick. Die Vereinbarung läuft zunächst bis zum Ende 2025. In der Zwischenzeit werden Wigan Athletic und Wigan Warriors gemeinsam nach einem neuen Namenssponsoren ab 2026 zu finden.

## Rekorde
- Rekordkulisse Fußball: 25.133 Wigan Athletic gegen Manchester United, 11. Mai 2008, (Premier League)
- Rekordkulisse Rugby: 25.004 Großbritannien gegen Australien, 13. November 2004; Wigan Warriors gegen St Helens RLFC, 25. März 2005

## Tribünen

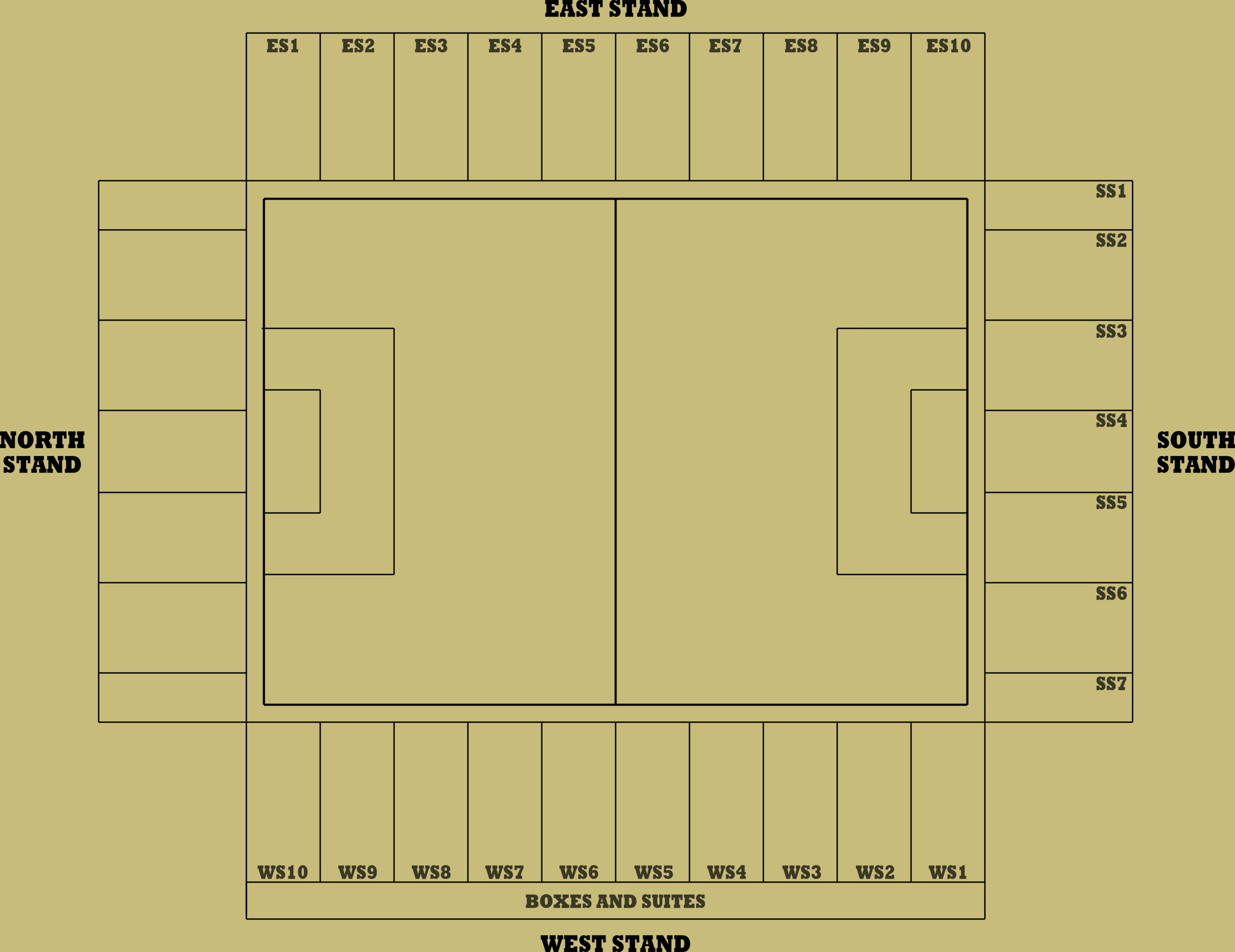
Stadion-Schema

Seit Umbauten im Dezember 2005 bietet das Stadion auf seinen vier Tribünen 25.138 Sitzplätze. Für behinderte Besucher (Rollstuhlfahrer, blinde oder sehbehinderte Zuschauer) stehen insgesamt 276 Plätze im Stadion zur Verfügung. Die Fans der Gäste sitzen bei den Spielen der Rugby- und der Fußballliga auf dem North Stand.
- Springfield Stand: 6.072 Sitzplätze, 24 Rollstuhlplätze, West, Haupttribüne
- Boston Stand: 8.206 Sitzplätze, 24 Rollstuhlplätze, Ost, Gegentriubüne
- North Stand: 5.392 Sitzplätze, 21 Rollstuhlplätze, Nord, Hintertortribüne
- South Stand: 5.378 Sitzplätze, 21 Rollstuhlplätze, Süd, Hintertortribüne

## Zuschauerschnitt
Wigan Warriors (Rugby League):
- 2000: 10.536 (Rugby Super League)
- 2001: 11.334 (Rugby Super League)
- 2002: 10.436 (Rugby Super League)
- 2003: 10.387 (Rugby Super League)
- 2004: 12.434 (Rugby Super League)
- 2005: 13.894 (Rugby Super League)
- 2006: 14.464 (Rugby Super League)

Wigan Athletic:
- 2000/01: 6.774 (Football League Second Division)
- 2001/02: 5.771 (Football League Second Division)
- 2002/03: 7.283 (Football League Second Division)
- 2003/04: 9.530 (Football League First Division)
- 2004/05: 11.155 (Football League Championship)
- 2005/06: 20.904 (Premier League)
- 2006/07: 18.159 (Premier League)